# Esporão pélvico

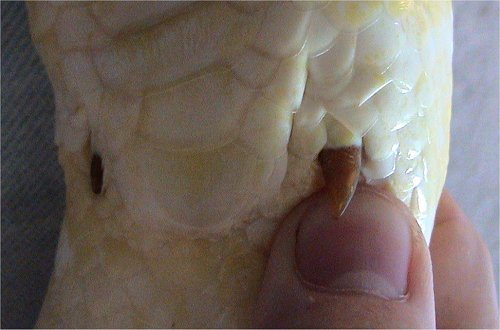
Vista externa de esporas anais em um Python birmanês macho e albino

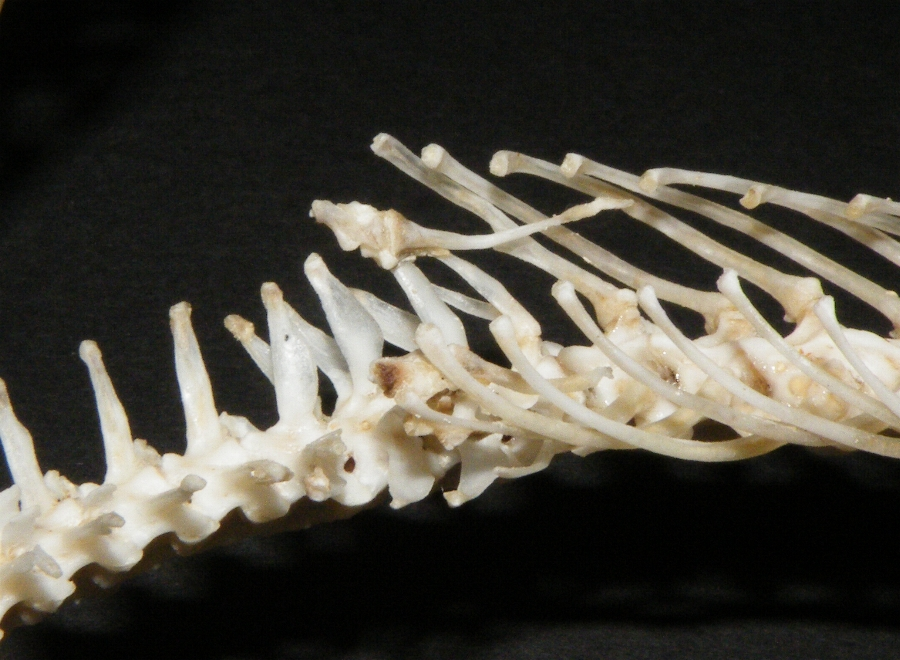
Esqueleto de um Boelens python mostrando os ossos dentro dos esporos anais

As esporas pélvicas são a porção externamente visível dos restos vestigiais de pernas encontradas em cada lado da cloaca em cobras primitivas, tais como boas e jibóias. Os restos de uma pélvis e o fêmur, que não têm conexão com a coluna vertebral, simplesmente "flutuam" na massa muscular. O fêmur se projeta do corpo da serpente e é coberto por um esporão córneo, que se assemelha a um esporão ou garra. As esporas dos machos são geralmente mais longas e mais pontudas do que as das fêmeas, e são usadas para espetar e fazer cócegas durante o namoro e acasalamento, bem como de lutar com outros machos de algumas espécies.